# Gouvernement Khougaïev
Brovtsev Khouloumbegov
Le gouvernement Khougaïev est le gouvernement de l'Ossétie du Sud du 15 mai 2012 au 2 avril 2014.
Il est dirigé par le Premier ministre, Rostislav Khougaïev, et composé de 15 ministres.

## Historique
Le 24 avril 2012, l'homme d'affaires russe Rostislav Khougaïev est nommé Premier ministre par intérim. Il est confirmé dans ses fonctions par un vote du Parlement le 15 mai, au cours duquel il recueille 29 voix pour et 1 contre.
Le gouvernement est limogé le 24 janvier 2014.

## Composition
| Portefeuille                                                               | Nom | Nom                                                                                  | Parti        |
| -------------------------------------------------------------------------- | --- | ------------------------------------------------------------------------------------ | ------------ |
| Premier ministre                                                           |     | Rostislav Khougaïev (jusqu'au 20/01/2014) Domenti Sardionovitch Kulumbegov (intérim) | Indépendant  |
| Premier vice-Premier ministre                                              |     | Domenti Sardionovitch Kulumbegov                                                     | Indépendant  |
| Vice-Premier ministre                                                      |     | Alla Aleksandrovna Djioïeva                                                          | Indépendant  |
| Vice-Premier ministre                                                      |     | Guram Mikhaïlovitch Melkoïev                                                         | Indépendant  |
| Ministre de la Défense                                                     |     | Valeri Adamovitch Iakhnovets                                                         | Indépendant  |
| Ministre de la Justice                                                     |     | Murat Vladimirovitch Vanaïev                                                         | Indépendant  |
| Ministre du Développement économique                                       |     | Zalina Iourievna Hugati                                                              | Indépendant  |
| Ministre de l'Éducation et des Sciences                                    |     | Marina Lioudvigovna Tchibirova                                                       | Indépendante |
| Ministre des Constructions, du Logement et des Services publics            |     | Edouard Nikolaïevitch Dzagoïev                                                       | Indépendant  |
| Ministre de la Culture                                                     |     | Maharbeg Rutenovitch Kokoïev                                                         | Indépendant  |
| Ministre de la Justice                                                     |     | Zaline Iourievna Lalieva                                                             | Indépendante |
| Ministre des Affaires étrangères                                           |     | David Georgievitch Sanakoïev                                                         | Indépendant  |
| Ministre de l'Intérieur                                                    |     | Akhsar Endrikovitch Lavoïev                                                          | Indépendant  |
| Ministre de l'Agriculture                                                  |     | Mairbeg Vladimirovitch Gutchmazov                                                    | Indépendant  |
| Ministre de la Santé et du Développement social                            |     | Grigori Stepanovitch Kulidjanov                                                      | Indépendant  |
| Ministre des Finances                                                      |     | Aza Konstantinovna Habalova                                                          | Indépendante |
| Ministre de la Défense civile, des Urgences et des Catastrophes naturelles |     | Anatoli Bibilov                                                                      | Indépendant  |